# 水源性蕁麻疹
水源性蕁麻疹（Aquagenic urticaria）也稱為水過敏（water allergy）或是水蕁麻疹（water urticaria），是罕見的物理荨麻疹症狀。有時會將水源性蕁麻疹視為过敏，不過水源性蕁麻疹不會有釋放組織胺的过敏反應。水源性蕁麻疹的症狀是在皮膚接觸到水時會疼痛。症狀和接觸到的水是溫水或是冷水無關，和水中的化學物質（例如氟及氯）也無關，因為若接觸蒸餾水或是生理食鹽水，也會有類似症狀。

## 症狀和體徵
水源性蕁麻疹的主要症狀會是出現荨麻疹，可能會癢，也可能不會，若皮膚沒有荨麻疹，接觸水之後會癢，則是水源性瘙痒。水痛症則是接觸水之後會疼痛的症狀。
嚴重的水源性蕁麻疹，可能會在喝水時出現口腔腫脹、喉嚨腫脹，也可能會出現過敏反應，但相當罕見。
和水源性蕁麻疹有關的蕁麻疹多半比較小（約1–3 mm），紅色或是膚色的疹子，有清楚的邊緣、多半會出現在頸部、胸腹部以及手臂，不過在身體任何部份都有可能出現。若造成蕁麻疹的水移除之後，疹子約在30分鐘到一小時內會消退。
任何種類的水都可能造成水源性蕁麻疹，包括自來水、海水、游泳池的水、汗水、淚水或是唾液都可能造成水源性蕁麻疹。